# Mecopisthes nasutus
Mecopisthes nasutus är en spindelart som beskrevs av Jörg Wunderlich 1995. Mecopisthes nasutus ingår i släktet Mecopisthes och familjen täckvävarspindlar.
Artens utbredningsområde är Grekland. Inga underarter finns listade i Catalogue of Life.